# Kaihlasaari (ö i Kajanaland)
Kaihlasaari är en ö i Finland. Den ligger i sjön Iivantiira och Juttuajärvi och i kommunen Kuhmo i den ekonomiska regionen  Kehys-Kainuu  och landskapet Kajanaland, i den centrala delen av landet, 500 km nordost om huvudstaden Helsingfors. Öns area är 2,2 hektar och dess största längd är 240 meter i sydöst-nordvästlig riktning.